# Lasiochlamys cordifolia
Lasiochlamys cordifolia är en videväxtart som beskrevs av Herman Otto Sleumer. Lasiochlamys cordifolia ingår i släktet Lasiochlamys och familjen videväxter. Inga underarter finns listade i Catalogue of Life.